# Toktar Aubakirov
Toktar Ongarbajevič Aubakirov (* 27. července 1946 Karkaralinsk, Kazachstán) je bývalý sovětský kosmonaut kazašské národnosti. V roce 1991 absolvoval let v Sojuzu TM-13 na orbitální stanici Mir, poté se stal i vysokým vládním činitelem Kazachstánu.

## Životopis
Do roku 1965, tedy svých 19 let, pracoval jako soustružník v jednom závodě v Kazachstánu. Po narukování do armády absolvoval v letech 1965–1969 letecké učiliště v Armaviru (Armavirskoje vysšeje vojennoje učilišče letčikov). Pak absolvoval leteckou školu a výcvik na profesi zkušebního letce, ukončil ji zdárně v roce 1976. V letech 1976–1990 pracoval jako zkušební letec v Mikojanově konstrukční kanceláři (ОКБ им.А.И.Микояна). Zde mimo jiné s MiGem 31 přeletěl z Murmanska přes Severní pól do Anadyru, v listopadu 1989 s MiGem 29K první přistál a vzlétl z letadlového křižníku Tbilisi. Při zaměstnání dálkově vystudoval Moskevský letecký institut S. Ordžonikidzeho, kde získal titul leteckého inženýra. Za vynikající práci byl 31. října 1988 vyznamenán titulem Hrdina Sovětského svazu.

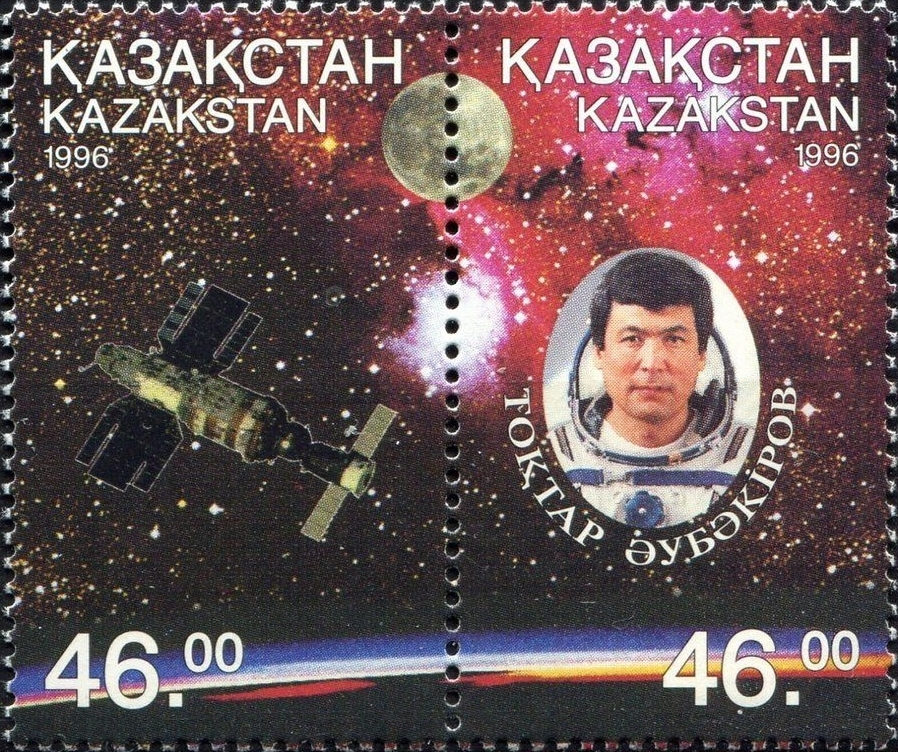
Toktar Aubakirov na známce

V roce 1985 vznikla idea k 30. výročí vzniku kosmodromu Bajkonur vyslat do vesmíru kosmonauta kazašské národnosti, nicméně přes lékařskou komisi žádný Kazach nalezený mezi vojenskými letci neprošel. Aubakirov tehdy nabídku kandidatury odmítl. V roce 1989 nové vedení Kazašské SSR myšlenku kazašského kosmonauta oživilo, přípravu na let zahájil civilní letec Talgat Musabajev, ale až koncem roku 1990 byl nalezen druhý kandidát – Aubakirov. Od května 1991 zahájil přípravu, zprvu s Valerijem Korzunem a Alexandrem Alexandrovem, po sloučení kazašského a rakouského letu v červenci s Alexandrem Volkovem a Franzem Viehböckem.
Po letu z týmu kosmonautů odešel. V prosinci 1991 vyhlásil Kazachstán samostatnost. Aubakirov byl v roce 1992 povýšen do hodnosti generálmajora a stal se náměstkem předsedy Státního výboru pro obranu republiky Kazachstán. Ve stejném roce se stal pomocníkem prezidenta pro otázky kosmonautiky a členem jeho prezidentské kanceláře. V dubnu 1990, květnu 1994 a září 2004 byl zvolen poslancem kazachstánského parlamentu (resp. Nejvyššího sovětu v devadesátých letech). V dubnu 2005 byl v rakouských lázních Baden u Vídně na setkání členů Sojuzu TM-13. Ve skotském Edinburghu v říjnu 2007 na XX. planetárním kongresu ASE - Asociace kosmických cestovatelů, která sdružuje většinu kosmonautů světa.

## Let do vesmíru
Do vesmíru letěl na palubě kosmické lodi Sojuz TM-13 (COSPAR 1991-069A) spolu s velitelem Alexandrem Volkovem a Franzem Viehböckem z Rakouska. Startu 2. října 1991 v Bajkonuru přihlíželo 14 hlav států. Na oběžné dráze se připojili ke stanici Mir, kde působila 9. základní posádka Anatolij Arcebarskij a Sergej Krikaljov. Po týdnu se pětice rozdělila, v lodi Sojuz TM-12 na Zemi odletěli Arcebarskij, Aubikarov a Viehböck, kdežto Volkov zůstal jako člen 10. základní posádky s Krikaljovem. Aubakirov přistál na území svého státu se svými kolegy 10. října 1991.
Je registrován jako 256. člověk ve vesmíru se sedmi dny strávenými v kosmu.
- Sojuz TM-13, Mir, Sojuz TM-12 (2. října 1991 – 10. října 1991)

## Vyznamenání

### Sovětská a kazašská vyznamenání

#### Sovětská
- Hrdina Sovětského svazu – 1988
- Odznak cti – 23. července 1981
- Leninův řád – 31. října 1988
- Řád Říjnové revoluce – 10. října 1991

#### Kazašská
- Hrdina Kazachstánu – 12. ledna 1995
- Řád vlasti – 1995

### Zahraniční vyznamenání
- čestná dekorace ve zlatě Čestného odznaku Za zásluhy o Rakouskou republiku – Rakousko, 1993[2]
- Medaile Za zásluhy ve výzkumu vesmíru – Rusko, 12. dubna 2011 – za výjimečný přínos k rozvoji mezinárodní spolupráce při letech do vesmíru[3]